# Gółka
Gółka (Gymnadenia R.Br.) – rodzaj roślin z rodziny storczykowatych (Orchidaceae). Obejmuje 28 gatunków (tworzących liczne mieszańce). Zasięg rodzaju obejmuje Europę, rejon Kaukazu i Azji Mniejszej po Iran, północną Azję (Syberię, Mongolię po Sachalin i Japonię) oraz obszar Chin po Himalaje na południu (sięgając po Pakistan, Nepal i Mjanmę). W Europie rosną trzy gatunki (poza tym włączanych jest tu ok. 12 gatunków z rodzaju Nigritella występujących w europejskich górach) i oba obecne są w Polsce: gółka długoostrogowa G. conopsea i gółka wonna G. odoratissima. Są to storczyki naziemne zapylane przez zawisakowate i motyle dzienne.
Do rodzaju włączane są gatunki z rodzaju Nigritella noszące polską nazwę zwyczajową „ciemnogłów”.

## Morfologia
PokrójRośliny zielne średnich rozmiarów, smukłe lub tęgie z podziemnymi, mięsistymi bulwami dłoniasto podzielonymi i kilkoma cieńszymi, też nieco mięsistymi korzeniami wyrastającymi między łodygą i bulwami. Łodyga prosto wzniesiona, naga, mięsista, okrągła na przekroju.
LiścieSkrętoległe, równowąskie do eliptycznych, nasadami obejmujące łodygę, zwykle skupione w dolnej części pędu.
KwiatyZebrane w wydłużony lub główkowaty kwiatostan, z reguły składający się z licznych, małych i średnich kwiatów. Przysadki różnej długości – krótsze lub dłuższe od zwykle skręconej zalążni. Listki zewnętrznego okółka okwiatu wolne i rozpostarte lub odgięte. Listki okółka wewnętrznego nieco krótsze, kapturkowato stulone (też z jednym z listków zewnętrznego okółka). Warżka z nitkowatą ostrogą u nasady, całobrzega lub trójłatkowa. Prętosłup krótki, pręcik prosty, jajowaty lub podługowaty, dwukomorowy z dwoma maczugowatymi pyłkowinami. Z boków pręcika znajdują się dwa kulistawe prątniczki. Łącznik jest wąski. Rostellum drobne lub okazałe, niewyraźnie trójłatkowe. Znamię wyraźnie dwułatkowe, w kształcie litery V, okazałe.
OwoceProsto wzniesione torebki.

## Systematyka
Pozycja systematyczna
Jeden z rodzajów podplemienia Orchidinae w plemieniu Orchideae w obrębie podrodziny storczykowych (Orchideae) z rodziny storczykowatych (Orchidaceae).
Wykaz gatunków
- Gymnadenia archiducis-joannis (Teppner & E.Klein) Teppner & E.Klein
- Gymnadenia austriaca (Teppner & E.Klein) P.Delforge
- Gymnadenia bicolor (W.Foelsche) W.Foelsche & O.Gerbaud
- Gymnadenia bicornis Tang & K.Y.Lang
- Gymnadenia borealis (Druce) R.M.Bateman, Pridgeon & M.W.Chase
- Gymnadenia buschmanniae (Teppner & Ster) Teppner & E.Klein
- Gymnadenia carpatica (Zapal.) Teppner & E.Klein
- Gymnadenia conopsea (L.) R.Br. – gółka długoostrogowa
- Gymnadenia corneliana (Beauverd) Teppner & E.Klein
- Gymnadenia crassinervis Finet
- Gymnadenia densiflora (Wahlenb.) A.Dietr.
- Gymnadenia dolomitensis Teppner & E.Klein
- Gymnadenia emeiensis K.Y.Lang
- Gymnadenia frivaldii Hampe ex Griseb.
- Gymnadenia gabasiana (Teppner & E.Klein) Teppner & E.Klein
- Gymnadenia hygrophila (W.Foelsche & Heidtke) W.Foelsche, Heidtke & O.Gerbaud
- Gymnadenia kossutensis (W.Foelsche, R.Wüest, Dolinar, Daksk. & Pausic) J.M.H.Shaw
- Gymnadenia lithopolitanica (Ravnik) Teppner & E.Klein
- Gymnadenia miniata (Crantz) Hayek
- Gymnadenia nigra (L.) Rchb.f. – ciemnogłów wąskolistny
- Gymnadenia odoratissima (L.) Rich. – gółka wonna
- Gymnadenia orchidis Lindl.
- Gymnadenia ravnikii (W.Foelsche, R.Wüest, Dolinar, Daksk. & Pausic) J.M.H.Shaw
- Gymnadenia rhellicani (Teppner & E.Klein) Teppner & E.Klein
- Gymnadenia runei (Teppner & E.Klein) Ericsson
- Gymnadenia stiriaca (Rech.) Teppner & E.Klein
- Gymnadenia taquetii Schltr.
- Gymnadenia widderi (Teppner & E.Klein) Teppner & E.Klein

Wykaz hybryd
- Gymnadenia × abelii (Asch. & Graebn.) J.M.H.Shaw
- Gymnadenia × borisii Stoj., Stef. & T.Georgiev
- Gymnadenia × chanousiana G.Foelsche & W.Foelsche
- Gymnadenia × delphineae (M.Gerbaud & O.Gerbaud) M.Gerbaud & O.Gerbaud
- Gymnadenia × eggeriana O.Gerbaud
- Gymnadenia × fohringeri (Griebl) J.M.H.Shaw
- Gymnadenia × geigelsteiniana (B.Baumann & H.Baumann) J.M.H.Shaw
- Gymnadenia × godferyana (G.Keller) W.Foelsche
- Gymnadenia × hedrenii (W.Foelsche) J.M.H.Shaw
- Gymnadenia × heufleri (A.Kern.) Wettst.
- Gymnadenia × hubertii (Griebl) J.M.H.Shaw
- Gymnadenia × intermedia Peterm.
- Gymnadenia × kaeseri (Braun-Blanq.) Oddone
- Gymnadenia × moritziana (Brügger ex Nyman) Oddone
- Gymnadenia × petzenensis (F.Fohringer & Redl) Oddone
- Gymnadenia × pyrenaeensis W.Foelsche
- Gymnadenia × schwerei (G.Keller) J.M.H.Shaw
- Gymnadenia × teppneri (W.Foelsche) Oddone
- Gymnadenia × trummeriana (W.Foelsche) J.M.H.Shaw
- Gymnadenia × truongiae (Demares) W.Foelsche
- Gymnadenia × turnowskyi (W.Foelsche) W.Foelsche
- Gymnadenia × wettsteiniana O.Abel